# Louise Gavan Duffy
Louise Gavan Duffy (en irlandais : Luíse Ghabhánach Ní Dhubhthaigh, 17 juillet 1884 - 12 octobre 1969) est une éducatrice, suffragiste et une nationaliste franco-irlandaise présente au General Post Office, le siège principal lors de l'insurrection de Pâques 1916. Revivaliste gaélique et passionnée de la langue irlandaise, elle crée la première Gaelscoil en Irlande,,. Duffy est née en France, dans une famille anglo-australo-irlandaise. Son père, Charles Gavan Duffy au XIXe siècle, et ses frères au début du XXe siècle, sont des personnalités importantes dans les domaines politiques et juridiques en Australie et en Irlande.
Louise est élevée à Nice en France dans un foyer aisé et culturellement dynamique où elle est exposée à des personnalités et des idées politiques. 
Elle visite l'Irlande pour la première fois en 1903, à l'age de 18 ans, pour les funérailles de son père. Elle déménage en Irlande en 1907 pour des études universitaires. Elle est l'une des premières femmes à obtenir un diplôme de l'University College Dublin, obtenant un baccalauréat en lettres en 1911,.
Son intérêt pour le suffrage des femmes et le nationalisme irlandais la conduit à avoir des liens étroits avec ces mouvements et avec des femmes partageant les mêmes idées. Elle devient membre fondatrice de deux des organisations républicaines paramilitaires pour les femmes du pays, Cumann na mBan et Cumann na Saoirse.   
Elle apprend le Gaélique et enseigne la langue par la suite, créant finalement la première école en 1917 avec la Gaélique comme langue d'instruction.

## Biographie
Née dans le quartier de Cimiez à Nice en France, Louise Gavan Duffy est la fille du nationaliste irlandais Charles Gavan Duffy, l'un des fondateurs de The Nation et sa troisième épouse, Louise (née Hall), une anglaise de Cheshire,,. En raison de ses activités de nationaliste, son père est jugé à plusieurs reprises pour trahison et sédition. Il est membre du parlement Britannique à Westminister de 1852 à 1856. Mais il démissionne en 1856 et déménage en Australie. Il devient plus tard le 8e premier ministre de Victoria. Il préfère prendre sa retraite en France où il trouve le climat agréable. Il se marie pour la troisième fois en 1881 à Paris, à l'âge de 61 ans, à une Anglaise de Cheshire, Louise Hall, et la nièce de sa deuxième femme, décédée.
Louise est née à Nice en 1884 et sa mère décède en février 1889. Après la mort de sa mère à l'âge de quatre ans, elle est élevée à Nice par ses demi-sœurs australiennes issues du deuxième mariage de son père,. 
Plus tard, un des frères de Louise, George Gavan Duffy, devient un avocat en Angleterre et ensuite en Irlande. Il est l'un des signataires du traité anglo-irlandais de 1921. Son demi-frère Frank Gavan Duffy (en) est le quatrième juge en chef de la Haute Cour d'Australie, siégeant de 1913 à 1935.  

### Études
Louise Duffy arrive à Dublin pour la première fois de sa vie en février 1903, a l'âge de 18 ans, lorsque son père meurt et est enterré au cimetière de Glasnevin. C'est à ce moment qu'elle entend l'irlandais (le gaélique) pour la première fois ; elle trouve un livre de grammaire dans les affaires de son père et est curieuse. Sa famille en France ne parlait pas irlandais.  
Entre 1903 et 1907, elle passe son temps entre la France et l'Angleterre. Elle prend des leçons au Cusack's College de Londres afin de pouvoir s'inscrire à l'université par la suite. 
Duffy décide de suivre des études en Irlande mais elle ne peut se permettre de déménager qu'après avoir reçu un petit héritage de sa grand-mère en 1907,. Elle entre ensuite à l'University College de Dublin, où elle étudie les lettres (les "arts" en anglais). Elle vit au Collège des femmes, couvent dominicain. Une fois à Dublin, elle va parfois dans la gaeltacht (régions gaélophones) pour apprendre l'irlandais. Elle est diplômée en 1911 avec un baccalauréat ès arts étant ainsi l'une des premières femmes à le faire,.  
Compte tenu du manque d'enseignants, même sans qualification complète, elle enseigne à l'école de filles de Patrick Pearse de St Ita à Ranelagh dans le sud de Dublin,,,. 

### Politique
Partisane du suffrage féminin, Duffy s'exprime lors d'une réunion publique à Dublin en 1912 en faveur du fait que le projet de loi Home Rule inclut une section pour accorder le vote aux femmes. Elle rejoint également l'organisation paramilitaire des femmes républicaines irlandaises Cumann na mBan, en tant que membre fondateur en avril 1914, siégeant au comité provisoire avec Mary Colum, en tant que co-secrétaire,. 

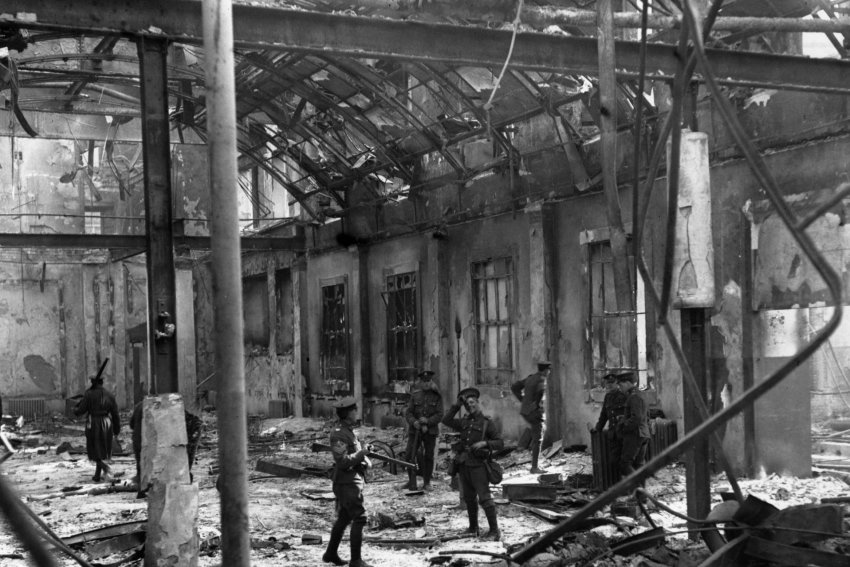
L'intérieur du GPO après l'insurrection.

Elle est consciente qu'être suffragiste et nationaliste ne sont pas nécessairement la même chose, réalisant que son implication dans Cumann na mBan soutient le nationalisme,. Quand St Ita ferme pour des problèmes de financement en 1912, Duffy en profite pour compléter ses qualifications. Après avoir reçu son diplôme de professeur de Cambridge en 1913, elle retourne à l'UCD pour étudier pour une maîtrise ès arts,. 

 Elle prépare en fait sa thèse de maîtrise pendant les vacances de Pâques en 1916 lorsque la rumeur lui parvient que l'insurrection commence dans  le centre-ville de Dublin. Elle se rend au siège des rebelles dans la porte centrale de Dublin (GPO) pour dire à Patrick Pearse, l'un des dirigeants, qu'elle n'est pas d'accord avec le soulèvement violent,,. 
 J'ai été amené à Pearse et j'ai eu la témérité de lui dire que je pensais que la rébellion était très mauvaise car elle échouerait certainement mais que je souhaitais être là s'il y avait quelque chose à faire. 
 Elle passe toute la semaine de Pâques à travailler dans les cuisines de la poste centrale avec d'autres volontaires comme Desmond FitzGerald et quelques soldats britanniques capturés, s'assurant que les volontaires sont pris en charge. Les femmes ont la possibilité de partir sous la protection de la Croix-Rouge le jeudi, le bombardement du bâtiment ayant provoqué des incendies, mais presque toutes refusent. À la fin, elle est parmi le deuxième groupe de personnes à quitter le GPO le vendredi, creusant des tunnels à travers les murs des bâtiments pour éviter de se faire tirer dessus. 
Son groupe se rend à l'hôpital de Jervis Street où ils passent la nuit. Le lendemain, samedi, Pearse se rend officiellement. Duffy se dirige vers Jacob's Biscuit Factory, un autre poste de bénévole, le matin après la capitulation, pour voir ce qui se passe. Là, elle trouve des volontaires pas encore au courant de la reddition ou même que les combats soient terminés,. 
Après 1916, elle est élue à l'exécutif de Cumann na mBan et en 1918 est l'une des signataires d'une pétition pour l'autodétermination pour l'Irlande qui a été présentée au président Woodrow Wilson par Hanna Sheehy-Skeffington,. Pendant son temps dans la poste centrale, elle avait rassemblé des noms des volontaires et avait promis de porter des messages à leurs familles. Cela a peut-être influencé sa participation à la National Aid Association et au Volunteers Dependents Fund. Au lendemain de la rébellion, il y a 64 morts parmi les volontaires, tandis que 3 430 hommes et 79 femmes sont arrêtés. Les familles ont besoin de soutien. Ces organisations ont pu obtenir un soutien financier des États-Unis,. 

### Scoil Bhríde
En 1917, Duffy cofonde et dirige Scoil Bhríde, une école de langue irlandaise pour filles à Dublin, toujours en activité aujourd'hui. Sa cofondatrice est Annie McHugh qui épouse plus tard Ernest Blythe. La fin de l'insurrection conduit à la guerre d'indépendance irlandaise, avec des combats de 1919 jusqu'en 1921. Pendant ce temps, Duffy se concentre principalement sur l'école. Cependant, elle est perquisitionnée par l'armée et Duffy a admis plus tard qu'elle était utilisée pour des réunions rebelles et pour y protéger des documents. En octobre 1920, le dirigeant irlandais Michael Collins y rencontre l'archevêque Patrick Clune en secret,,,. 
La guerre prend fin avec le traité anglo-irlandais en 1921 mais la guerre civile irlandaise dure jusqu'en 1923. Duffy est partisane du traité, que son frère a signé, et en tant que telle, elle quitte Cumann na mBan et rejoint Cumann na Saoirse qu'elle contribue à fonder en tant qu'organisation républicaine irlandaise de femmes qui soutenait le côté pro-traité,. 
Une fois la guerre civile terminée, Duffy quitte l'arène politique et retourne à l'éducation. Elle a surtout besoin de se concentrer sur le financement dans les premières années de l'école. Elle travaille avec le département de l'éducation de l'UCD à partir de 1926, une fois que Scoil Bhríde est reconnu comme une école de formation des enseignants. Elle publie des documents éducatifs comme School Studies in The Appréciation of Art avec Elizabeth Aughney et publié par UCD en 1932. 
Jusqu'à sa retraite, elle enseigne également le français. Une fois à la retraite, elle donne une grande partie de son temps à la Légion de Marie et à une association qui travaille avec des filles au pair françaises à Dublin. En 1948, elle reçoit un doctorat honorifique en droit de l'université nationale d'Irlande. Elle prend sa retraite en tant que directrice en 1944,. 

### Héritage historique
Reconnaissant l'importance de son expérience de première main et avec une bonne compréhension politique, Duffy enregistre ses souvenirs des événements auxquels elle a participé. En 1949, elle rend compte de sa vie en relation avec les activités nationalistes au Bureau d'histoire militaire. Elle participe à une émission de Radio Éireann en 1956 sur les femmes de l'Insurrection. En 1962, elle participe au programme RTÉ TV Self Portrait diffusé le 20 mars 1962. En mars 1966, elle donne une conférence à l'UCD pour marquer le 50e anniversaire de l'Insurrection qui est publiée dans The Easter rise, 1916 et University College Dublin (1966). 
En 2014, An Post émet un timbre pour célébrer le centenaire de la fondation de Cumann na mBan. En 2016, pour le centenaire, un documentaire a été produit, discutant de sept des femmes, dont Duffy, qui étaient impliquées dans l'insurrection de Pâques. 
Duffy meurt, célibataire, en 1969, à l'âge de 85 ans, et est enterré dans le carré familial au cimetière de Glasnevin. 

## Lectures complémentaires
- Celia de Fréine, Luíse Ghabhánach Ní Dhufaigh : Ceannródaí, LeabhairComhar, 2018
- Mairéad Ní Ghacháin, Luíse Gabhánach Ní Dhufaigh agus Scoil Bhríde, Coiscéim, 1993
- « The Independent » (consulté le 4 mars 2016)
- by Mary Kotsonouris, Biography of Louise Gavan Duffy, University College Dublin, 2015 (lire en ligne)
- Cyril Pearl, The three lives of Gavan Duffy, New South Wales University Press, 1979, 237 p. (ISBN 978-0-86840-016-7)
- León Ó Broin, Charles Gavan Duffy, patriot and statesman : the story of Charles Gavan Duffy (1816-1903), J. Duffy, 1967
- Montgomery-Massingberd, Hugh, Burke's Irish Family Records, Burkes Peerage Ltd, 1976 (lire en ligne), p. 386
- « Catalogue of papers in the National Library of Ireland » (consulté le 3 mars 2016)
- « Beathaisnéis Chuimsitheach/Comprehensive Biography » (consulté le 3 mars 2016)
- Struggle with Fortune. A Miscellany for the Centenary of the Catholic University of Ireland, 1854-1954, Browne & Nolan, 1954, p. 155
- Senia Pašeta, Irish Nationalist Women, 1900–1918, Cambridge University Press, 2013
- « The Military Archives on the founding of Cumann na mBan », The Defence Forces and The Department of Defence (consulté le 4 mars 2016)
- « Charles Gavan Duffy Society » (consulté le 4 mars 2016)
- « Bureau of Military History Files Direct » (consulté le 8 octobre 2018)
- « Women in the rising », RTÉ, 1956 (consulté le 4 mars 2016)
- Greg Daly, « ‘On an equality with men…’ », Irish Catholic, Dublin,‎ 2015 (lire en ligne, consulté le 4 mars 2016)
- Ann Matthews, Renegades : Irish Republican Women 1900-1922, Mercier Press Ltd, 2010, 414 p. (ISBN 978-1-85635-684-8 et 1-85635-684-1, lire en ligne)
- Ruth Taillon, The Women of 1916 : When History was Made, Dublin, Beyond the Pale Publications, 1996, 130 p. (ISBN 978-0-9514229-8-4)
- « Letters 1916 - National Aid Association » (consulté le 4 mars 2016)
- "Times article by Ernest Blythe on October 15, 1969". Retrieved 4 March 2016.
- « national archives » (consulté le 4 mars 2016)
- « Women Of The Rising Louise Gavan Duffy, First Broadcast On Radio Éireann 1 April 1956 » (consulté le 4 mars 2016)
- « Commemorative stamp »
- « Documentary: Seven Women », Tile Films, 2016
- « Gravestone in Glasnevin »

## Autre lecture
- The Easter rising, 1916 and University College, Dublin by Louise Gavan Duffy ; F X Martin, O.S.A. ; et al.
- The Field Day Anthology of Irish Writing, Volume 5, Angela Bourke NYU Press, 2002
- In her own words
- The Inspiring Ireland Project - RTÉ, Inspiring Ireland 1916, Louise Gavan Duffy
- Kathleen O'Brennan, ‘Louise Gavan Duffy’, Leader, 14 July 1945
- UCD, Report of the President for the sessions 1955–56 (1956)
- Irish Independent, 13 Oct. 1969
- Irish Times, death notice and obit 13 Oct. 1969, apprec. 15 Oct. 1969
- Margaret Ward, Unmanageable revolutionaries: women and Irish nationalism, Brandon 1983, Page 93, Page 126  (ISBN 9780861047000).
- Mary M. Macken, ‘Women in the university and college’